# Костицын, Юрий Николаевич
Юрий Николаевич Костицын (род. 21 января 1938) — советский хоккеист, защитник. Мастер спорта СССР.

## Биография
Воспитанник новосибирского хоккея.
В первенстве СССР дебютировал в 19-летнем возрасте в сезоне 1957/58 класса «Б» в составе омского «Спартака». Играл в первой паре с Михаилом Никифоровым. Выступал за новосибирские команды «Сибирь» (1962/63 — 1963/64) и СКА (1964/65 — 1966/67). Завершал карьеру в омском клубе, называвшемся «Каучук», в сезонах 1968/69 — 1969/70. В сезоне 1968/69 последние шесть туров исполнял обязанности старшего тренера, после того как команду покинул Валентин Скибинский.
В омском клубе играл под номерами 2 и 4, 3а 7 лет сыграл около 220 матчей, забросил 28 шайб.
Техничный игрок, обладал мощным броском, Жёсткий защитник, в сезоне 1961/62 набрал 66 минут штрафа в 29 матчах, заняв по этому показателю третье место в чемпионате.
Окончил ОГИФК.
Тренер женского клуба «Дон», выступавшего в Лиге женского хоккея.